# Cristo sul Monte degli Ulivi (Beethoven)
Cristo sul Monte degli Ulivi (Op. 85) è un oratorio in lingua tedesca di Ludwig van Beethoven su libretto di Franz Xaver Huber, poeta che prendeva le mosse verso la carriera di librettista.
Si tratta del primo cimento di Ludwig van Beethoven con la musica vocale drammatica dal suo arrivo a Vienna e con la musica liturgica, genere che l'autore non coltivò molto, ma nel quale produsse un capolavoro: la Missa Solemnis op. 123.
Fu rappresentata la prima volta al Theater an der Wien (Vienna), insieme con la II sinfonia, con il III concerto per pianoforte, nell'Accademia del 5 aprile 1803 diretta da Ignaz von Seyfried, ma la partitura fu pubblicata da Breitkopf & Härtel di Lipsia solo nel 1811 e ciò spiega il numero d'opus tanto elevato per un'opera della prima maturità.
La composizione durò appena due settimane, trascorse nell'estate del 1801 nel villaggio di Hetzendorf, nei pressi di Schönbrunn: nelle intenzioni dell'autore l'opera doveva essere eseguita durante la Quaresima, quando l'esecuzione di altri generi musicali era proibita nei teatri.
Ferdinand Ries, allievo del musicista, narra che le prove d'orchestra durarono molto a lungo e diversi brani non furono affatto eseguiti: nondimeno, la rappresentazione fu un notevole successo, come riportato dall'Allgemeine musikalische Zeitung, l'autorevole rivista musicale dell'epoca. 
Oggi l'opera è poco conosciuta e rappresentata perché ritenuta ingiustamente convenzionale, a causa delle sue reminiscenze haydniane e mozartiane. Tuttavia, anche grazie a recenti esecuzioni con strumenti originali, il valore drammatico e l'interesse dell'opera stanno emergendo.

## Struttura dell'opera
Introduzione 
 Recitativo (Gesù) Jehovah, du mein Vater! 
 Aria (Gesù): Meine Seele ist erschüttert 
 Recitativo (Serafino): Erzittre, Erde! 
 Aria (Serafino): Preist des Erlösers Güte 
 Serafino e coro degli angeli: O Heil euch 
 Recitativo (Gesù e Serafino) Verkündet, Seraph
 Duetto (Gesù e Serafino): So ruhe 
 Recitativo (Gesù): Willkommen, Tod! 
 Coro dei soldati: Wir haben ihn gesehen 
 Recitativo (Gesù): Die mich zu fangen 
 Coro dei soldati e dei giovani: Hier ist er
 Recitativo (Gesù e Pietro): Nicht ungestraft
 Terzetto (Pietro, Gesù e Serafino): In meinem Adern
 Coro dei soldati e dei giovani, Gesù: Auf, auf!
 Coro degli angeli: Welten singen